# Del meu tros
Del meu tros, també conegut com a Del meu tros: escenas casulanas de carrer y de mes enfora, és un llibre publicat per l'escriptor Emili Vilanova publicada l'any 1879 a l'editorial La Renaixensa, dins de la col·lecció "Biblioteca de la Renaixença". Seria el primer d'una llarga col·laboració amb l'editorial, que permetria considerar a Vilanova un dels grans escriptors costumistes del XIX, dels qui millor explicava i documentava els gusts i neguits dels barcelonins.
L'obra és considerada un exemple de la "literatura de quadre", o literatura costumista, en la línia de l'obra L'auca de la Pepa, de Pons i Massaveu. Es tracta d'un tipus de costumisme que documentava la Barcelona de l'època, i que agradaria a la generació posterior d'escriptors, com Josep Pla o Josep Carner, i que desagradaria inicialment a Francesc Miquel i Badia, però que amb el temps va apreciar. L'obra va ser publicada el mateix any que la primera obra de Narcís Oller, Croquis del Natural.